# Єрусалимський Орден Святого Гробу Господнього

Герб ордену Гробу Господнього

Єрусалимський Орден Святого Гробу Господнього або Лицарський Орден Святого Гробу Господнього в Єрусалимі (англ. Equestrian Order of the Holy Sepulchre of Jerusalem; лат. Ordo Equestris Sancti Sepulcri Hierosolymitani, OESSH) — єдиний католицький військовий лицарський орден Ватикану.
Він є найдавнішим лицарським орденом, утвореним під час Хрестових походів. У різних документах його називають також: Братерством вершників Богоматері Сіону або Братерством вершників Усипальниці Богоматері Єрусалимської. Адже до приходу хрестоносців до Єрусалиму в місті існувало Братство Хранителів Гробу Господнього з монахів Єрусалимського патріархату. Тому, є припущення, що лицарі-хрестоносці починали на горі Сіон, де був побудований храм Святої Марії (на місці Успіня Божої Матері). Саме з цим місцем пов'язані перші згадки про лицарський орден.
Офіційно католицький орден було створено 1496 року, коли Папа Олександр VI заснував орден на чолі з Великим магістром ордену. Хоча, магістр довгий час не обирався, й керівництво орденом покладалося на папство. Великого магістра Ордену почали обирати лише після 1949 року.

## Ім'я

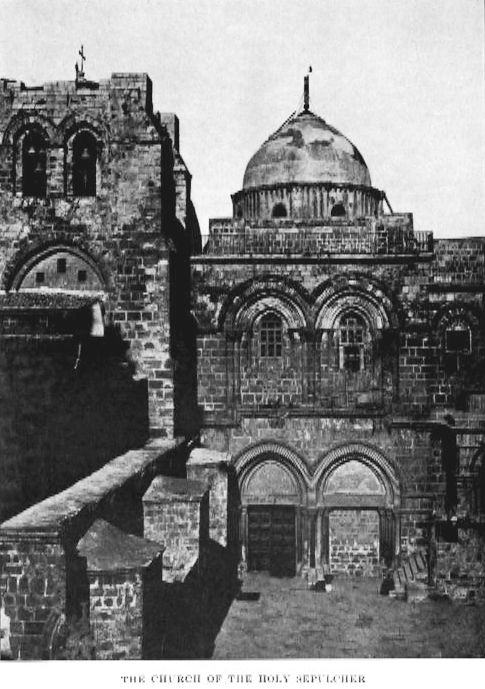
Церква Гробу Господнього (1885). За винятком деяких реставраційних робіт, його зовнішній вигляд практично не змінився з 1854 року.

Назви лицарів і ордену змінювалися протягом століть, зокрема Milites Sancti Sepulcri та «Священний і військовий орден Гробу Господнього». Сучасну назву було визначено 27 липня 1931 року як Кінний орден Гробу Господнього Єрусалимського (з «Єрусалимським» як почесним суфіксом) указом [[Священної конгрегації церемоній] ] Святого Престолу. Термін «кінний» у цьому контексті узгоджується з його використанням для лицарських орденів Святого Престолу, посилаючись на лицарську та лицарську природу ордена — суверенною прерогативою надання [ [лицарство]] на одержувачів — походить від вершників (лат. equites), соціальний клас у Стародавньому Римі.

## Історія Ордену
Орден лицарів Святого Гробу бере свій початок з 1099 року, коли хрестоносцями було взято місто-фортецю Єрусалим. Було створено Єрусалимське королівство, першим монархом й засновником ордену став герцог Нижньої Лотарингії Готфрід Бульйонський. Після захоплення Єрусалима він був обраний правителем королівства й одержав титул «Захисник Гробу Господнього». Після втрати Єрусалиму у 1187 році, фактично все населення франків і італійців втекло назад до Європи. Резиденція ордену перебувала в абатстві Нотр Дам дю Мон де Сіон, головним завданням цієї лицарської організації була охорона захопленого Гробу Господнього. Лицарям ордену було присвоєно відзнаку — червоний хрест на срібному полі, яку вони носили на білих шатах.

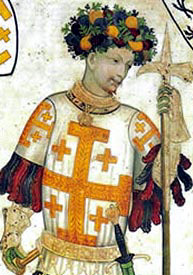
Готфрід Бульонський

Вперше орден згадується в книжці Рене Груссе «Історія хрестових походів і держави хрестоносців у Єрусалимі». Там є посилання на Балдуїна I, який був молодшим братом Готфріда Бульонського. Після смерті Готфріда в 1100 р. Балдуїн зайняв місце правителя Єрусалима. Йому вручають корону й проголошують його першим королем Єрусалимського королівства. Як пише Груссе, Балдуїн I був першим з королівського роду, «створеного тут, на горі Сіон», який став рівним за рангом усім іншим можновладним домам Європи. Автор зауважує, що тільки за допомогою Ордену Сіону Балдуїн I одержав трон. Також зберігся документ (датований кінцем XVII ст.), який розповідає про те, що «під час Хрестових походів у Єрусалимі вже були лицарі, яких називали Chevaliers de'l Order de Notre-Dame de Sion (вершники Ордену Богоматері Сіону)».
На початках орден діяв разом з Орденом тамплієрів (утвореним 1118 р.). Герб тамплієрів (червоний хрест на білому тлі) був схожий на знак лицарів Гробу Господнього (червоний хрест на срібному полі). 1188 р. Великий Магістр Ордену Сіону (або Ордену Гробу Господнього) Жан де Гізор міняє назву братерства на Пріорат Сіону — Prieure de Sion. Його відзнакою стає золотий грифон. Девізом ордену: Per Me reges regnant («Через мене царюють Царі»).
Після втрати Єрусалиму в 1187 році й зайняття його мусульманами лицарі були вимушені залишити Гроб Господній. Деякий час, за розпорядженням Папи Римського, опіка над Гробом Господнім була доручена францисканцям.
Офіційний прибуттям францисканських монахів до Палестини та Сирії вважається 1230 рік, коли папа Григорій IX видав Булу до духовенства Палестини, в якій дозволяв монахам вільно проповідувати й діяти без дозволу місцевих єпископів. Під час 10-ти річного мирного періоду, укладеного між Фрідріхом II та султаном Аль-Камілєм, з 1229 р. францисканцям було дозволено в'їхати в Єрусалим.
Проте, Фрідріх II, організував Шостий хрестовий похід й заявив, що Єрусалимське королівство повинно належати його дружині — королеві Іоланді, яка успадкувала титул «Королева Єрусалиму» від своєї матері, Марії Єрусалимської, дружина Яна Брієнні.
В цей час армія Імператора Фрідріха II відновила контроль над Єрусалимом, Вифлеємом, Назаретом і рядом сусідніх замків. Цим був невдоволений володар Курдистану та Єгипту султан Аль-Каміль. Він запропонував Хорезмським кланам захопити ці міста. Внаслідок облоги і подальшого штурму міста, 15 липня 1244 року Хорезмські війська повністю зруйнували Єрусалим, знищуючи як християн, так і мусульман.
Сьомий хрестовий похід при імператорі Франції Людовіку IX було мотивоване саме цією бійнею, проте він також був невдалим. А замість військ Аль-Каміля та Хорезму в Єрусалим прийшли потужніші мамлюки в 1250 році.
Після винищення міста й відступу мамлюків, ченці повернулись до монастиря на Горі Сіон в Єрусалимі. Турки попервах добре ставились до Ордену, тим більше, що отримували доходи від податків на паломників. У 1336 році декілька лицарів Ордену зібралися, після падіння латинських королівств, навколо Святого Гробу, але протримались вони там недовго. 1342 року папа Климент VI видав Буллу, в якій офіційно поклав догляд за Святою Землею на францисканців. Таким чином, ордену францисканців були передані права та обов'язки Ордену Лицарів Гробу Господнього.
З 1480 по 1495 рр., був в Єрусалимі були присутні німецькі лицарі Святого Гробу Господнього, під керівництвом Іоанна Пруського, який виступав управителем монастиря.
У 1496 році папа Олександр VI, відновив орден Святого Гробу Господнього, як окрему організацію. Олександр VI оголосив, що Орден буде діяти самостійно, а посада Великого магістра Ордена залишається за Папою Римським.
Входження Єрусалиму до Османської імперії та укріплення позицій православного Єрусалимського патріархату, зробило неможливим перебування Ордену на цих теренах, й лицарі були вимушені надовго покинути святині, шукаючи собі іншого притулку. 1517 року Палестина остаточно потрапляє в руки турків-османів і перебуває в складі Турецької імперії аж до кінця першої світової війни, коли вона попадає під англійський протекторат.
Патріарх Герман II (1548—1579) домігся від турецької влади, що усі святині Палестини будуть знаходитися в руках православних. Для охорони Святих місць було створено в XVI столітті чернече православне братерство Святого Гробу.
Довгий час Орден розміщувався в різних частинах Європи. З 1830 р. резиденцією капітули протягом деякого часу був монастир недалеко від Кракова, а потім Орден перемістився до Риму.
1847 року, у зв'язку з відновленням Латинського патріархату Єрусалиму папою Пієм IX, Орден знов з'явився на Святій Землі. Хоча Магістром Ордену завжди вважалися Папи Римські; але пріор францисканських ченців в Єрусалимі завжди користувався правом посвячувати в лицарі Святого Гробу.
Декретом від 10 грудня 1848 р. виняткове право нагороджувати орденом було надано Єрусалимському патріархові (католицькому), але завжди від імені Римської Курії.

## Організація
У 1307 р., після придушення Лицарів-тамплієрів, Регулярні каноніки Гробу Господнього, чий головний пріорат був у Сан-Лука, придбав комплекс Сан-Манно. Франческо делла Ровере, майбутній папа Сікст IV, був там архіпріором у 1460–1471 рр.

## Знаки розрізнення

Герб Єрусалимського королівства.

### Геральдика
Згідно з давньою традицією, в ордені використовується герб Єрусалимського королівства – золотий Єрусалимський хрест на срібному/білому фоні – але покритий червоною емаллю, кольору крові, для позначення п’яти ран. Христа. Попереднє використання символу в Конституції Ордену 1573 року.
Конрад Грюненберг вже показує червоний Єрусалимський хрест (з центральним хрестом як хрестик, а не хрестом потужним) як емблему ордена у своїй подорожній розповіді 1486 року.
Над щитом гербів зображено золотий шолом государя, на якому терновий вінок і земна куля, увінчана хрестом, оточена двома білими штандартами з червоним єрусалимським хрестом. Прихильниками є два ангели в далматичних туніках червоного кольору, один на правій стороні має прапор хрестоносців, а інший на зловісному тримає паломницький жезл і мушлю: символізуючи військову/хрестоносну та паломницьку природу ордену.
Девіз: Deus lo Vult («Цього хоче Бог»). Печатка ордена має форму мигдалю і зображує в рамці тернового вінка зображення Христа, що воскресає з гробу.
Орден Гробу Господнього та Суверенний військовий Мальтійський орден є єдиними двома інституціями, знаки розрізнення яких можуть бути відображені в духовному гербі.
| Геральдичний образ на гербах членів ордена                        | Геральдичний образ на гербах членів ордена                | Геральдичний образ на гербах членів ордена                                                                 | Геральдичний образ на гербах членів ордена                                   |
| ----------------------------------------------------------------- | --------------------------------------------------------- | --- | ---------------------------------------------------------------------------- |
| ' Великий магістр кардинала Герб розчетвертований з гербом Ордену | 'Патріарх Великий Пріор і Асесор носять начальника Ордену | Лицарі або дами Комір, лейтенанти, Великий магістерій і Великий пріор's' Зброя насаджується членами Ордену | Noble (із назвою) Мирянинs Герби розміщені на хресті Ордену (не передаються) |

### Облачення

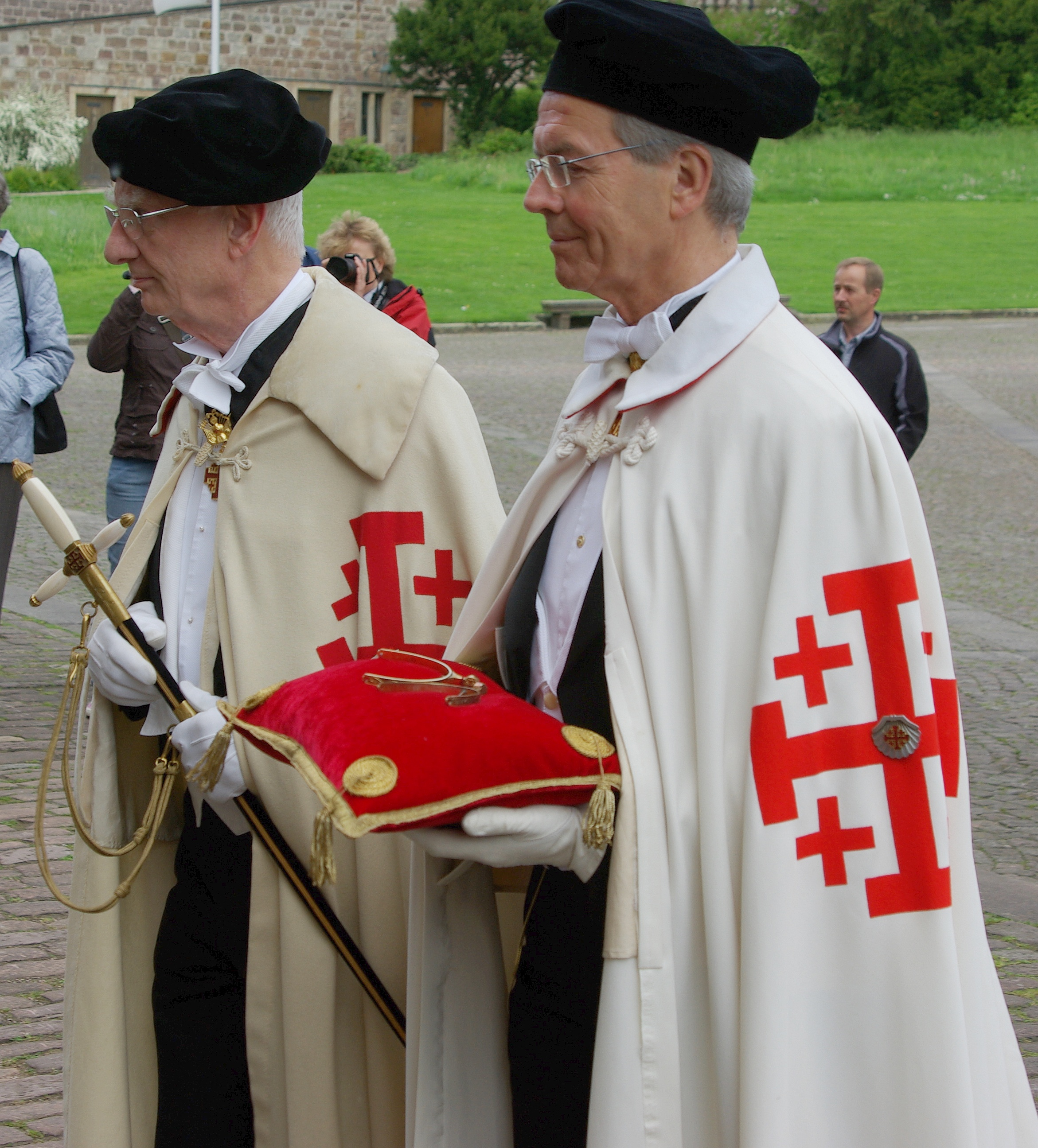
Члени та регалії під час церемонії інвеститури в Фульда, Німеччина, у 2009 році.

Орден має переважно білий колір уніформа суду, а також більш сучасну уніформу у військовому стилі, обидва з яких тепер лише зрідка використовуються в деяких юрисдикціях. Папа Пій X наказав, щоб звичайним сучасним хоровим (тобто церковним) одягом лицарів була накидка або мантія ордена: «білий плащ із єрусалимським хрестом червоного кольору», як носили первісні лицарі . Члени жіночої статі носять чорну накидку з червоним єрусалимським хрестом облямований золотом.
одяг хору канонів Гробу Господнього включає чорну сутану з пурпуровою окантовкою, пурпурову фасцію та білу моцетту  з червоним єрусалимським хрестом.

## Членство
Сьогодні орден нараховує близько 30 000 лицарів і дам у 60 лейтенантах по всьому світу, включаючи монархів, наслідного принца та їхніх дружин, а також глав держав з таких країн, як Іспанія, Бельгія, Монако, Люксембург і Ліхтенштейн.
Членство в ордені можливе лише за запрошенням, для практикуючих католиків – мирян і духовенства – з доброю вдачею, не менше 25 років, , які відзначилися турботою про християн Святої Землі. Члени-претенденти повинні бути рекомендовані їхніми місцевими єпископом за підтримки кількох членів ордену, і вони зобов’язані зробити щедру пожертву як «плату за проходження», що повторює стародавній звичай хрестоносців оплачувати свій проїзд до Святої Землі, а також щорічні грошові пожертви за роботи, розпочаті в Святій Землі, зокрема в латинській !colspan=5|Стрічки за рангом
|-
| style="vertical-align:top; width:20%; text-align:center;"|
Лицар / Дама
| style="vertical-align:top; width:20%; text-align:center;"|
Лицар / Дама Командор
"леді" з точки зору Лицарських орденів зазвичай є дружиною члена, хоча є винятки: наприклад, члени Британського Ордена Підв'язки можуть називатися або "Леді (Королівська та/ або позаштатний) компаньйон» (але не просто «Леді») або «Лицар (королівський та/або позаштатний) компаньйон».
У конституції немає положення про використання інших титулів англійською мовою, таких як «сер», для лицарів, хоча це іноді використовується.
У деяких англомовних лейтенантах, відповідно до конституції та дипломатичної практики використання французької мови, лицар звертається як chevalier, скорочено Chev. Диплом про інвеституру Орден, написаний латинською мовою, використовує термін «Equitem», а відповідний сертифікат для паломницької раковини використовує латинську назву «Dominum».|name=|group=}}

### Канони
Згідно з походженням ордену та вважається більш сумісним із висвяченим служінням, ніж військовий титул лицаря, invested духовенство є «ipso facto» титулярними канонами Орден Гробу Господнього, хоча великий магістр Джон Патрік Фолі стверджував, що це було б краще застосовувати до духовенства з рангом командора. Крім того, диякони, священики та єпископи також можуть отримати почесний титул каноніка Гробу Господнього особисто від латинського патріарха Єрусалиму. Обидва титулярні канони Гробу Господнього (EOHSJ) і Почесні канони Гробу Господнього Латинський Патріархат Єрусалиму має право на ідентичні знаки розрізнення, тобто білу мозетту з червоним єрусалимським хрестом і хорове вбрання, включаючи чорну сутану з пурпуровою окантовкою та пурпуровою фасцією.

### Святі та беатифіковані члени

Останки Блаженного Бартоло Лонго (1841–1926), всередині Святилища Діви Розарію з Помпеї в Італія.

- Святий Контардо з Есте (1216 - 16 квітня 1249)
- Папа св. Пій X (2 червня 1835 – 20 серпня 1914)
- Блаженний Джузеппе Бенедетто Дусмет (15 серпня 1818 – 4 квітня 1894)
- Блаженний Андреа Карло Феррарі (13 серпня 1850 – 2 лютого 1921)
- Блаженний Альфредо Ільдефонсо Шустер (18 січня 1880 – 30 серпня 1954)
- Блаженний Бартоло Лонго[13] (10 лютого 1841 – 5 жовтня 1926) )
- Блаженний Алоізій Віктор Степінац (8 травня 1898 – 10 лютого 1960)

## Нагороди та відзнаки
Зарезервована для членів Єрусалимська пальма є відзнакою трьох класів. Крім того, лицарі та дами, які здійснили паломництво до Святої Землі, отримують Паломницьку мушлю, відсилання до черепашок, які паломники використовували як чашу в Середньовіччі . Обидві ці відмінності були створені в 1949 році. Зазвичай їх нагороджує великий пріор ордену, латинський патріарх Єрусалиму.
| Нагороди особливої відзнаки |                         |                         |                            |
| Pilgrim Shell               | Palm Єрусалиму з бронзи | Пальма Єрусалима Срібла | Єрусалимська пальма Золота |

З 1949 року Хрестом Заслуг Ордену також можуть бути нагороджені заслужені особи, які не є членами Ордену, наприклад некатолики. Початкові п’ять класів було скорочено до трьох у 1977 році. Отримання Хреста заслуги не означає членства в Ордені.
| Нагороди за заслуги |                                 |                                 |
| Хрест Заслуги       | Хрест заслуги зі срібною зіркою | Хрест заслуги із золотою зіркою |

Хоча Єрусалимський хрест паломника має той самий символ, він не є прикрасою Ордену Гробу Господнього. Папа Лев XIII заснував нагороду в 1901 році, але францисканський кустодій Святої Землі вручає її певним паломникам від імені Папи.

## Галерея

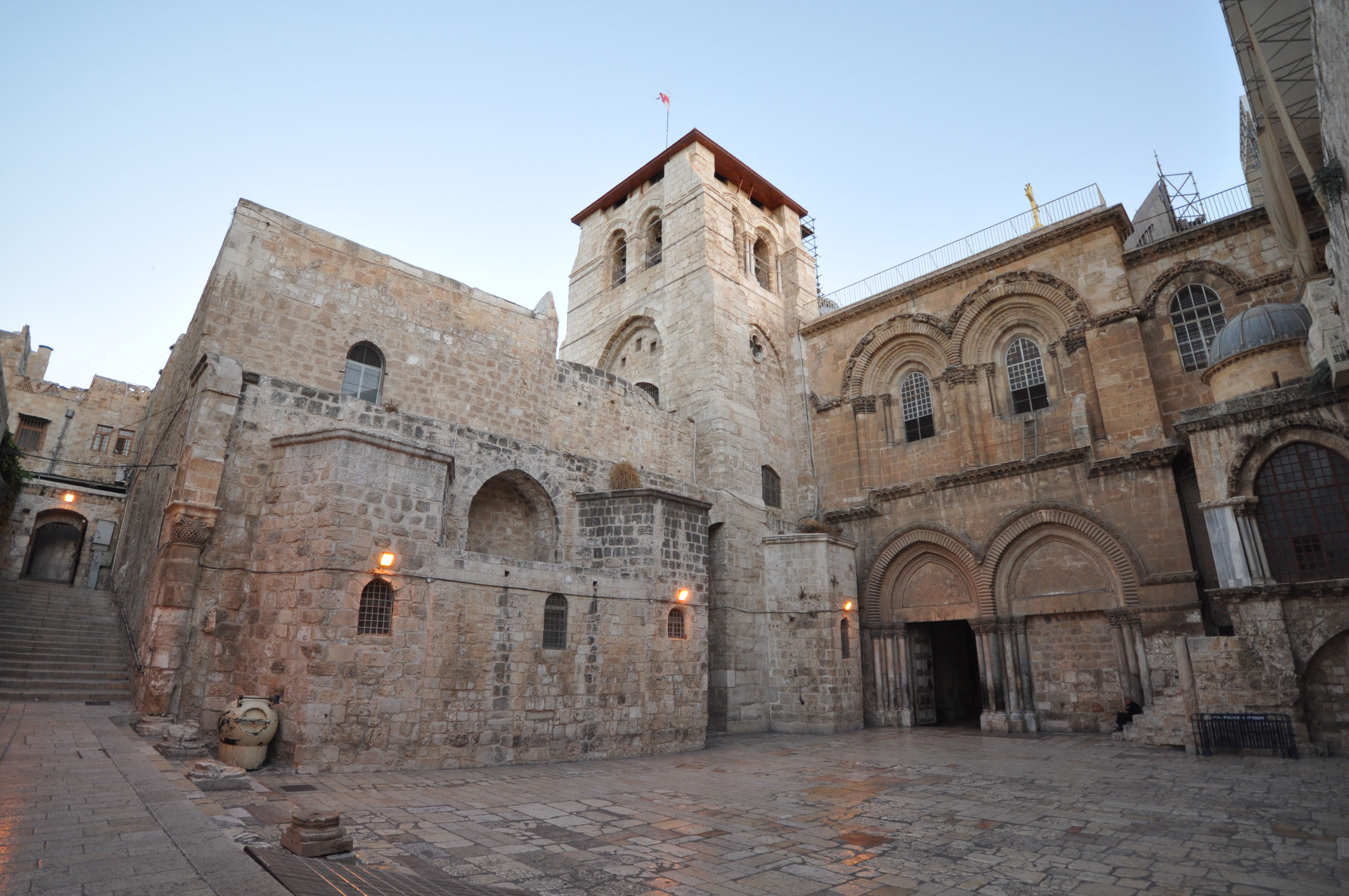
Вхід до Церкви Гробу Господнього.
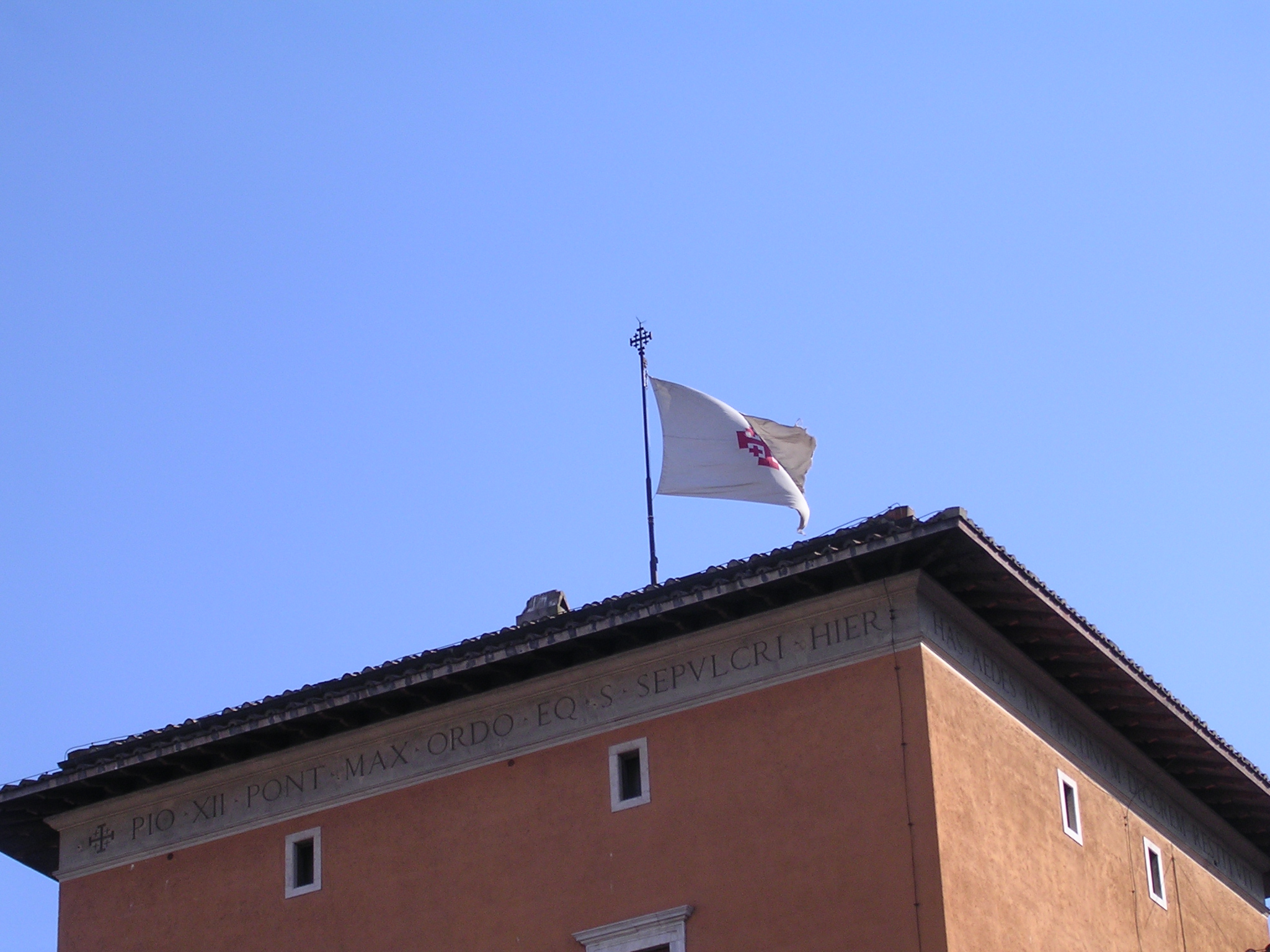
Прапор Ордену Гробу Господнього над Палаццо делла Ровере.
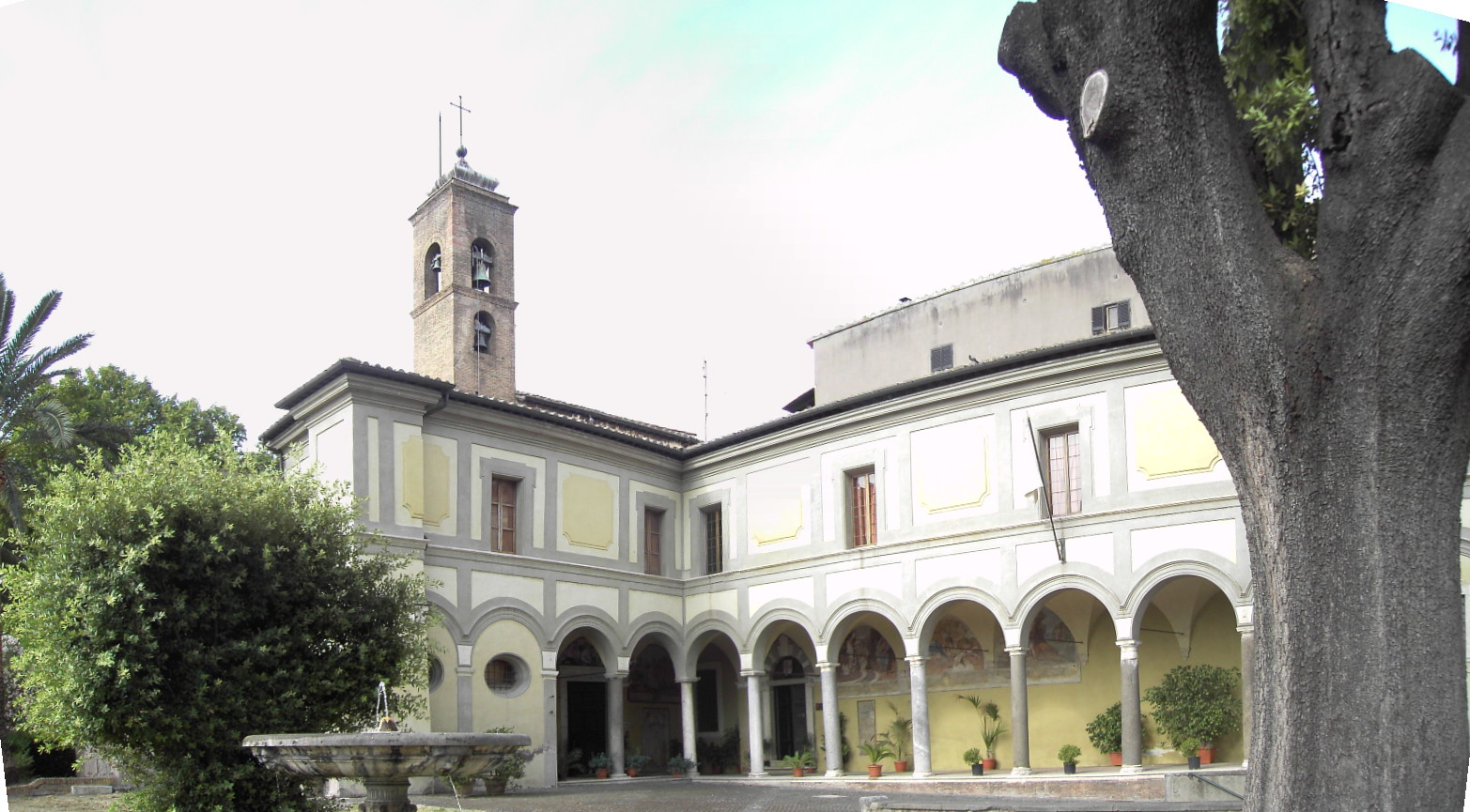
Монастир Sant'Onofrio al Gianicolo містить офіційну церкву ордена.
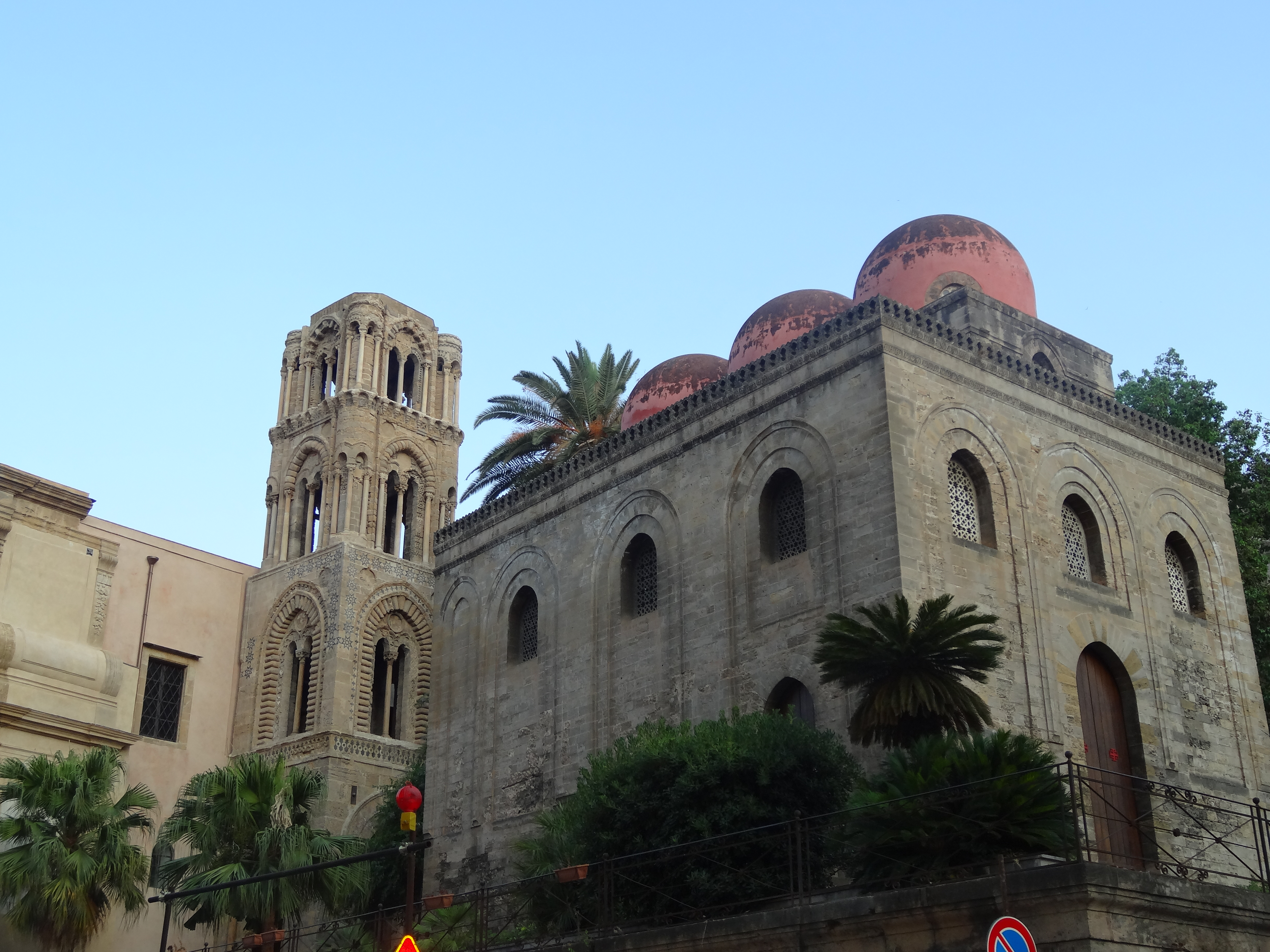
Арабсько-норманська Церква Сан Катальдо, місцева церква ордену в Палермо, Сицилія, з 1937 року.
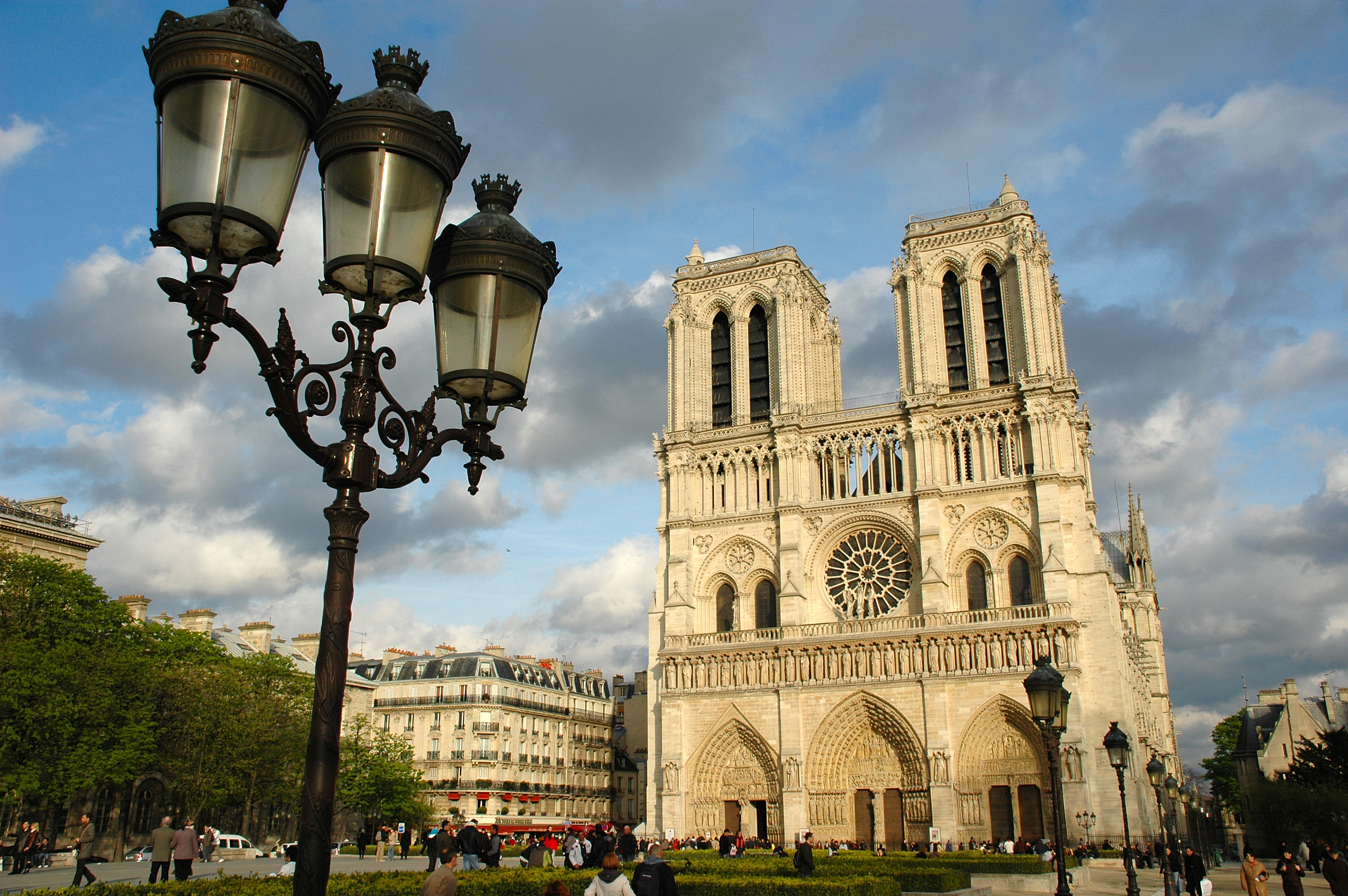
Нотр-Дам де Парі у Франції, де Мощі Сент-Шапель виставлені Лицарями Гробу Господнього.
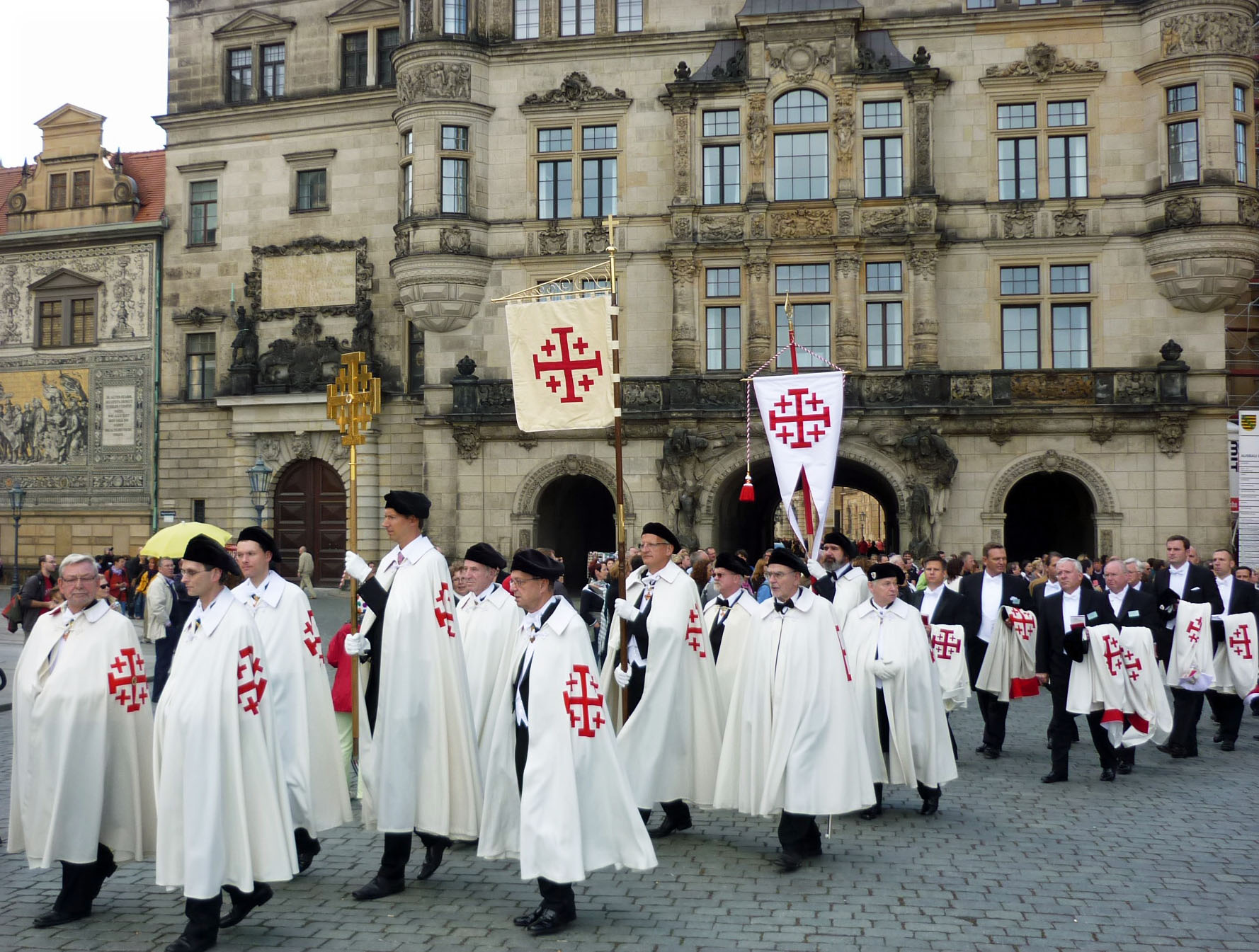
Інвеститура у Дрездені, Німеччина, у 2010 році.
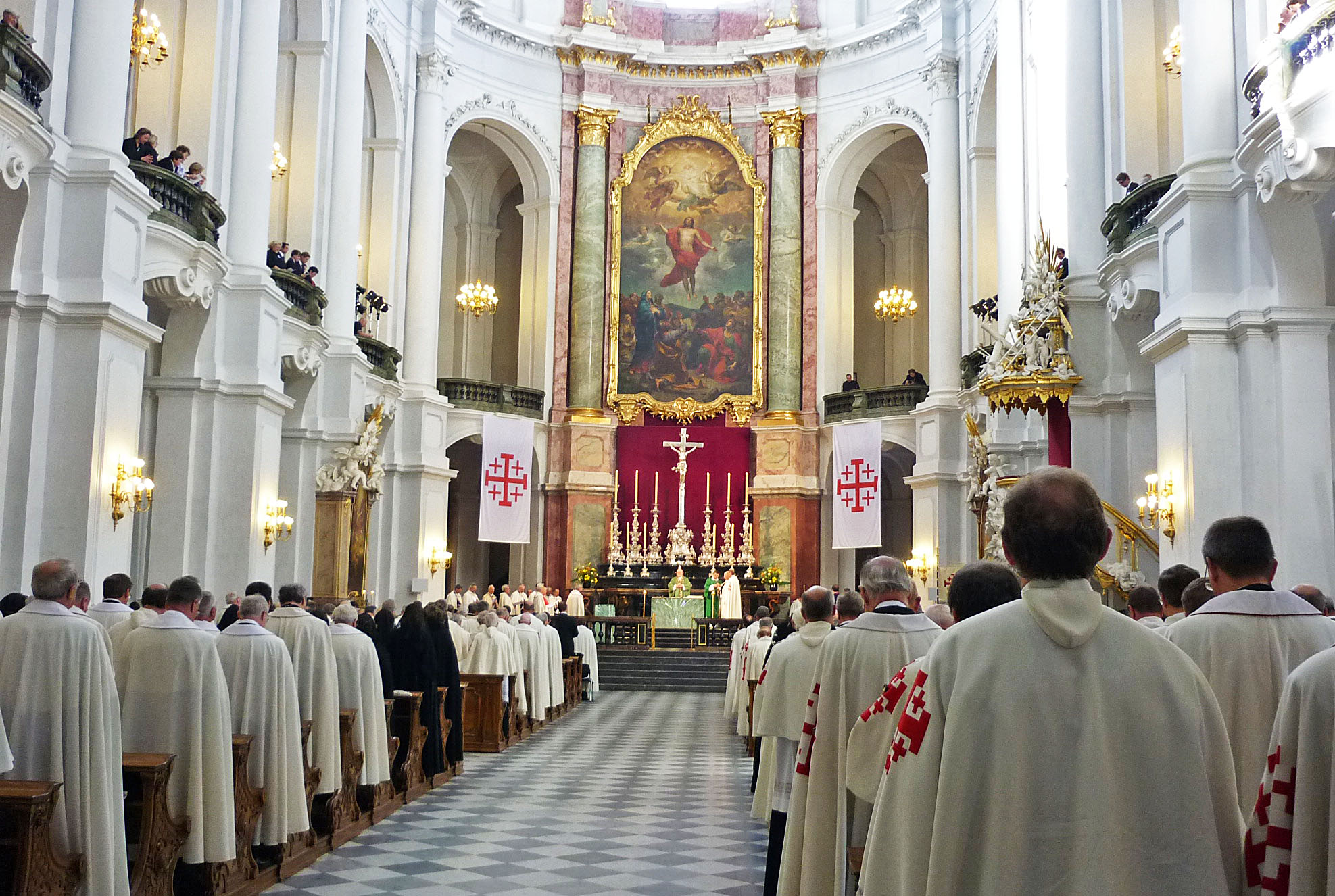
Усередині Дрезденського собору, 9 жовтня 2010 р.
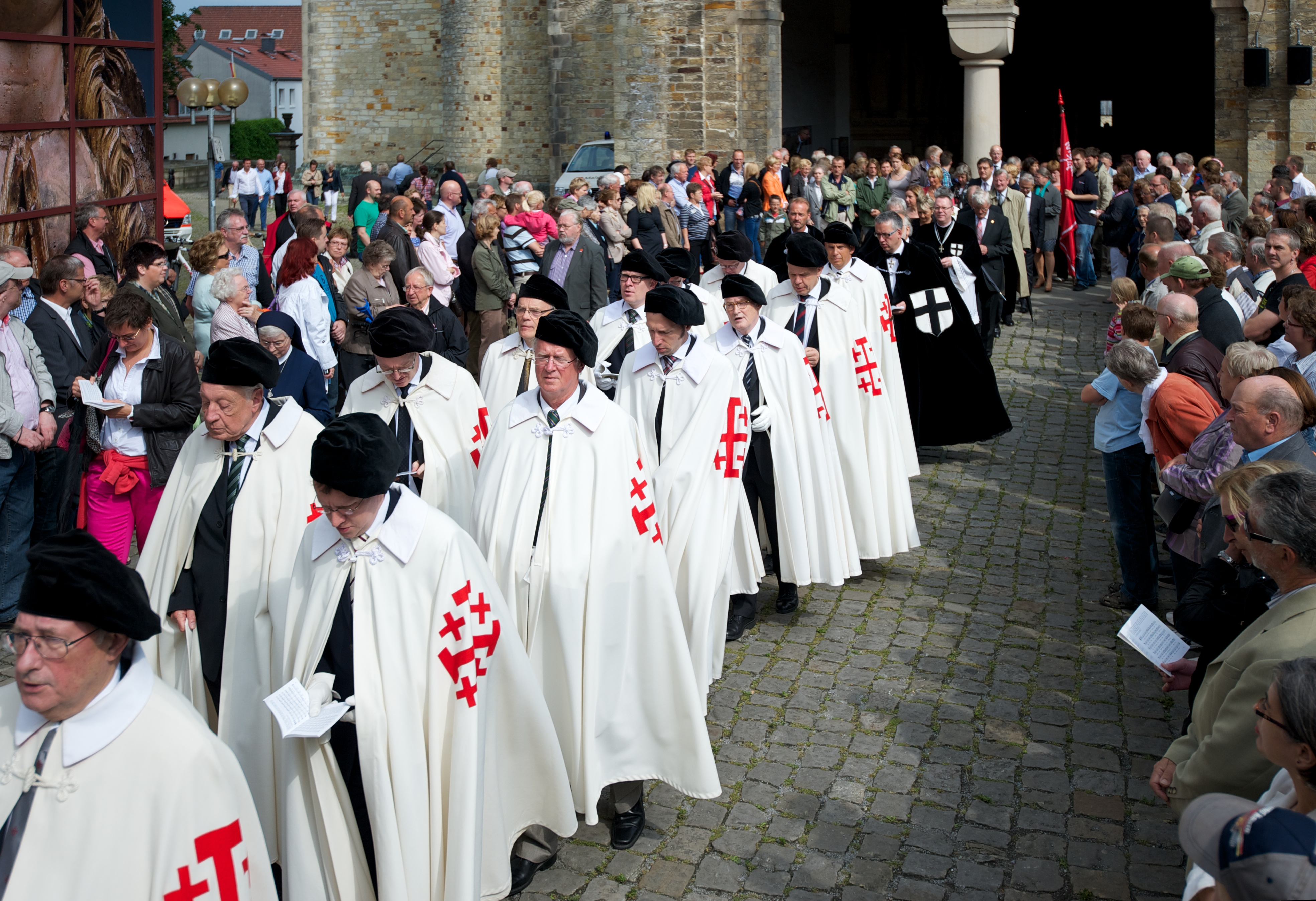
Процесія на честь святого Ліборія з Ле-Мана з лицарями Гробу Господнього разом із Тевтонськими лицарями в Падерборні, [[Німеччина] ]].

## Діяльність ордену

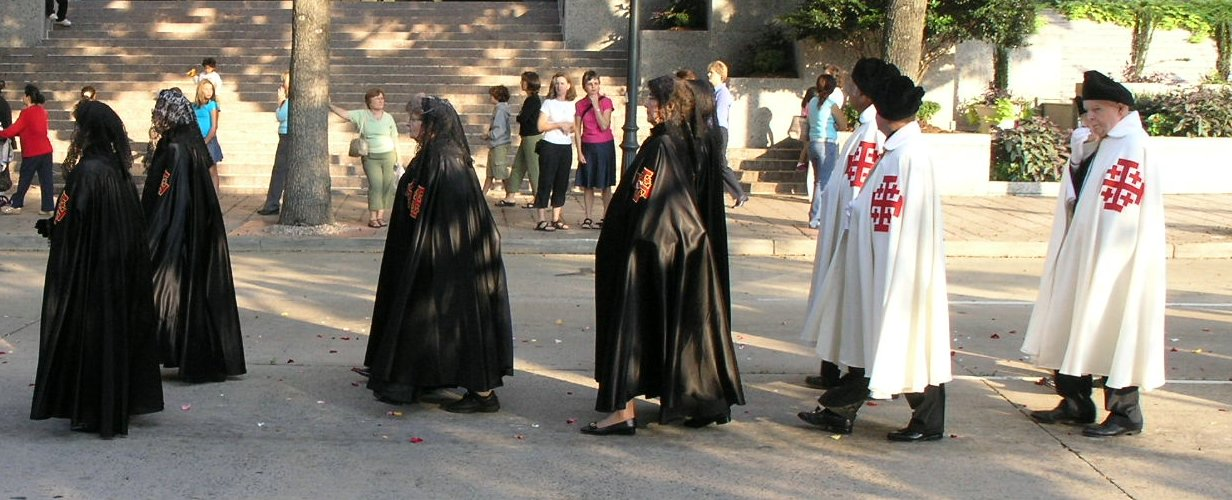
Лицарі і Дами Єрусалимського Ордену Святого Гробу Господнього в уніформі

Лицарський Орден Святого Гробу Господнього є єдиним військовим орденом Ватикану. Історично, кавалери Ордену мали перевагу над всіма лицарями будь-яких інших орденів (за винятком Ордену Золотого Руна). Вони мали право міняти ім'я, дане їм при хрещенні, право визнавати законними дітей, які народжені поза шлюбом, право милувати тих, що йдуть на страту. Одним з головних завдань ордену було підтримувати монархії. Папою Пієм IX 1868 року Орден Святого Гробу Орден Святого Гробу став складатися з трьох класів. Після реформи, проведоної папою Іваном ХХІІІ, орден складається з п'яти класів (від вищого до нижчого): Лицар Великого Ланцюга, Лицар Великого Хреста, Лицар-Великий Командор, Командор, Лицар.
У наш час Орден складається з лицарів і дам, розподілених по національних командорствах. Діяльність Ордена розповсюджується на ряд приходів і шкіл, так само як і на інші добродійні заклади Католицького Єрусалимського патріархату. Як військовий орден Святого Престолу, він повністю підпорядкований Папі Римському. Адміністрація ордену складається з Великого магістра (яким завжди є кардинал Римської Курії, якого призначає безпосередньо Папа Римський), та Великого Приора (яким, за посадою, є Латинський Партіарх Єрусалиму).
29 серпня 2011 року Папа Римський Бенедикт XVI призначив великим про-магістром Ордену американського архієпископа Едвіна Фредеріка О'Браєна, після відставки з цієї посади кардинала Джона Фолі.

## Символи Ордену

Хрест ордену Гробу Господнього

Гербом Ордену служить червоний хрест, з 4 малими хрестами по кутах; раніше його носили на золотій короні, а зараз носять на чорній стрічці.

## Додаткове читання
- De perenni Cultu Terra Sancta (1555), Венеція 1572, автор Боніфацій Рагузький
- Liber De perenni Cultu Terrae Sanctae Et De Fructuosa eius Peregrinatione, Венеція 1573, автор Боніфацій Рагузький
- Discours du voyage d'Outre Mer au Saint Sépulcre de Iérusalem, et autres lieux de la terre Saincte, Lyon 1573, Antoine Régnault
- Csordás Eörs, редактор, Miles Christi, Budapest: Szent István Társulat, 2001, 963361189X